# Membrana interna

Membrana interna del núcleo de una célula humana

Se llama membrana interna al interior de la membrana celular de las bacterias. Se utiliza para mantener la forma del orgánulo contenido dentro de su estructura, y actúa como barrera contra ciertos peligros.
En células animales la membrana nuclear interna contiene proteínas de la lámina nuclear, una proteína de la malla subyacente que le provee al núcleo de soporte estructural. Mutaciones en los genes de las proteínas de la membrana interna pueden causar laminopatias, un tipo de desorden genético en humanos.